# Культура изнасилования

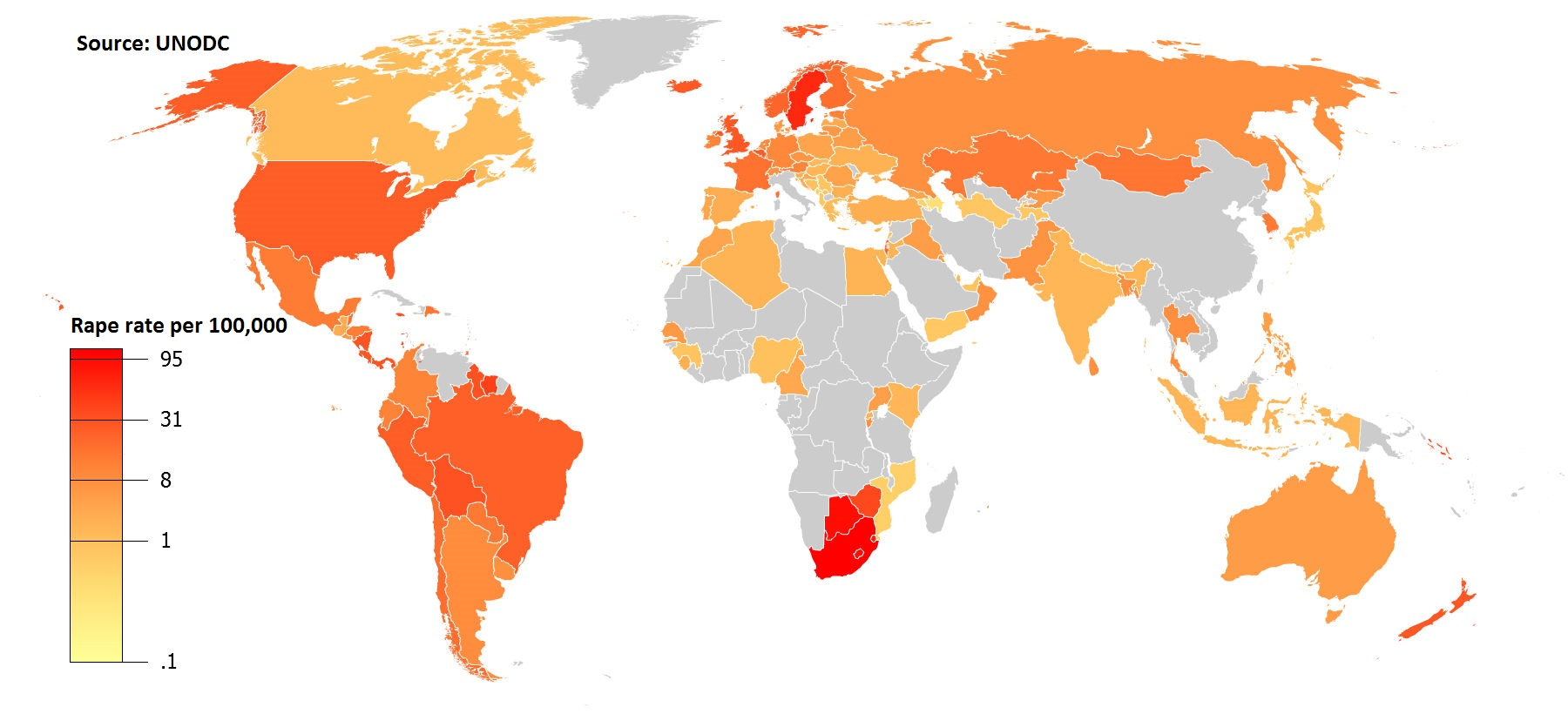
Количество изнасилований, о которых было подано заявление в полицию, на 100 000 населения, 2010—2012

Культу́ра изнаси́лования (англ. rape culture) — термин, возникший в женских исследованиях и теории феминизма и описывающий культуру, в которой изнасилование и сексуальное насилие над женщинами обычны, а господствующие отношения, нормы, практики и средства массовой информации нормализуют, допускают или даже оправдывают сексуальное насилие над женщинами.
Культура изнасилования является объектом исследований, однако в научной среде нет консенсуса относительно того, как именно определить культуру изнасилования и каковы критерии её наличия в определённом обществе. Примеры поведения, которое обычно связывают с культурой изнасилования, включают в себя обвинение жертвы, сексуальную объективацию, банализацию изнасилования, отрицание распространённости изнасилования и отказ признавать неблагоприятные последствия сексуального насилия. Понятие культуры изнасилования используется для описания и объяснения некоторых поведений внутри социальных групп, таких как изнасилования в тюрьмах и во время вооруженных конфликтов, когда сексуальное насилие используется как инструмент в психологической войне.

## Происхождение термина
Согласно «Энциклопедии изнасилования»: «Выражение „культура изнасилования“ возникло в 1970-х годах во время второй волны феминизма и часто используется феминистками для описания современной американской культуры в целом».
Этот термин был использован в качестве названия документального фильма «Культура изнасилования» (1975 год), спродюсированного и снятого Маргарет Лазарус и Реннер Вундерлих. Фильм посвящён изнасилованиям в тюрьмах в контексте нормализации изнасилования в культуре вообще. По словам Лазарус, она считала, что в фильме это выражение было употреблено впервые. Некоторые авторы считают, что выражение «культура изнасилования» — это сокращённая версия выражения «культура, поддерживающая изнасилование», которое использовала Сьюзан Браунмиллер в своей книге «Против нашей воли: мужчины, женщины и изнасилование».

## Культура изнасилования как концепция
Согласно концепции культуры изнасилования, проявления сексизма используются для обоснования и рационализации мизогинических практик. Например, сексистские шутки унижают женщин, нормализуют неуважение к женщинам и сопутствующее безразличие к их благополучию, что в конце концов приводит к тому, что их оскорбление словом или действием, а также изнасилование кажутся приемлемыми. К признакам культуры изнасилования можно отнести обвинение жертвы в совершённом в отношении неё насилии, отношение к изнасилованию как к чему-то привычному или приемлемому, сексуальную объективацию, то есть восприятие человека как неодушевлённого объекта для чужого сексуального удовлетворения.

## Борьба с культурой изнасилования
Феминистские движения разных стран проводят акции, направленные против культуры изнасилования. К самым известным публичным действиям такого рода относится международная кампания «Вернём себе ночь», начатая в 1975 году в Филадельфии. Её центральные требования — сделать передвижение в ночное время безопасным для женщин и не перекладывать вину за насилие на женщин, находящихся на улице в тёмное время суток. Другая широко известная международная кампания против культуры изнасилования — Парад шлюх, впервые проведённый в Торонто в 2011 году. Поводом для старта этой кампании стало высказывание полицейского, который в своём выступлении в местном университете заявил, что женщины своим внешним видом сами провоцируют изнасилования.

## Критика понятия
Некоторые организации по поддержке жертв изнасилований и семейного насилия, такие как Rape, Abuse & Incest National Network, критикуют слишком активное использования термина «культура изнасилования», так как при этом ответственность как бы перекладывается с преступника на «культуру», тогда как «изнасилование — это результат сознательного решения».
Некоторые авторы, например Кристина Хофф Соммерс, подвергают сомнению существование культуры изнасилования, говоря, что утверждение о том, что «в течение жизни одна женщина из четырёх подвергается изнасилованию», основано на некачественном исследовании, которое, однако, часто цитируется, поскольку за этим стоят группы против изнасилований в кампусах, получающие государственное финансирование.
Другие авторы, такие как белл хукс, считают концепцию культуры изнасилования неоправданно узкой и выдвигают более широкое понятие «культуры насилия».